# Фернандо Колумбо
Фернандо Колумбо (шп. Hernando Colón; Кордоба, 15. август 1488 — Севиља, 1539) је био син Кристифора Колумба (шпански: Cristóbal Colón; Ђенова, 31. октобар 1451 - Ваљадолид, 20. мај 1506), који је написао једну од највећих збирки књига свога времена.

## Заборављени библиотекар
Фернандо је био у сталној потрази за знањем, те је редовно обогаћивао своју збирку, која се састојала од првих штампаних, али и старих рукописних књига, а која је напослетку прерасла у Библиотеку Колумбину (шпански: La Biblioteca Colombina), једну од највећих приватних библиотека 16. века. Фернандо је поред набавке, посебну пажњу посвећивао каталогизацији и класификацији књига, свестан њихове вредности по будуће генерације. Помно је бележио датум, место и цену приликом сваке куповине. Саставио је каталог Библиотеке Колумбине, чиме је дао свој допринос савременој организацији библиотека.

### Библиотека Колумбина
Библиотека коју је засновао Фернандо Колумбо придодата је 1552. године фондовима библиотеке црквеног братства Севиље, готово у целости, и у складу са вољом оснивача, чиме се стара манастирска збирка обогатила вредном грађом. Књиге које припадају легату Фернанда Колумба биле су смештене у један од високих салона атријума наранџи где су сређиване и коричене, а где се уосталом и данас налазе. 